# Het literaire brein en het uitsnijden van draken
Het literaire brein en het uitsnijden van draken (Chinees: 文心雕龍; uitspraak pinyin: Wén Xīn D Jiiāo Lóng) is een invloedrijk werk over Chinese literaire esthetiek. Het is daterend uit de 5e eeuw. De auteur is Liu Xie. Het werk bestaat uit vijftig hoofdstukken (篇). Die hoofdstukken volgen de principes van numerologie en verdeling zoals geformuleerd in Het Boek der Veranderingen of I Ching. Het werk baseert zich ook op en argumenteert tegen het boek Wen fu (Over Literatuur) (文賦) uit de 3e eeuw van de schrijver Lu Ji. Liu Xie wilde een compleet en consistent verslag van literatuur geven. Opvallend in die vroege tijd is zijn notie dat gevoelens hetgeen zijn dat in literatuur wordt uitgedrukt en dat taal niet meer is dan een middel om die gevoelens uit te drukken.
Het eerste hoofdstuk heet ‘De weg is de Oorsprong’. Onder ‘weg’ kan een bepaalde dynamiek worden verstaan. De oorsprong is dan een bepaalde dynamiek. Dit is anders dan in het Westen. Daar is het statische de oorsprong. (Vergelijk bijvoorbeeld de ‘Onbewogen beweger’ van Aristoteles).

## De vijftig  hoofdstukken
- 原道第一 Deel 1: De weg is de oorsprong
- 徵聖第二 Deel 2: Bewijzen van wijzen
- 宗經第三 Deel 3: De Voortgang uit de Klassieken
- 正緯第四 Deel 4: Apocriefen evalueren
- 辨騷第五 Deel 5: Analyse van afscheid (Sao)
- 明詩第六 Deel 6: Verduidelijking van Shi-poëzie
- 樂府第七 Deel 7: Muzikale Fu-poëzie
- Enzovoorts